# Alexandru Bourceanu
Alexandru Bourceanu (ur. 24 kwietnia 1985 w Gałaczu) – piłkarz rumuński grający na pozycji pomocnika.  Od 2017 roku zawodnik klubu Arsienał Tuła. W reprezentacji Rumunii zadebiutował w 2009 roku. Do 9 sierpnia 2013 roku rozegrał w niej 20 meczów.